# Joaquín Caparrós
Joaquín de Jesús Caparrós Camino (Utrera, 13 oktober 1955) is een Spaans voetbalcoach. Tussen maart 2020 en september 2022 was hij de bondscoach van Armenië.

## Loopbaan als speler
Als jeugdvoetballer speelde Caparrós bij Real Madrid. Na een bescheiden loopbaan als voetballer bij Plus Ultra, CD Leganés, UB Conquense en AD Tarancón, werd hij in 1981 trainer bij San José Obrero.

## Loopbaan als coach
Na bij diverse kleine clubs werkzaam te zijn geweest, werd Caparrós un 1996 aangesteld als coach van Recreativo Huelva (1996-1999). Met de Andalusische club promoveerde hij van de Segunda División B naar de Segunda A. Na een korte periode bij Villarreal CF (1999), kwam Caparrós in 2000 bij Sevilla FC, destijds spelend in de Segunda A. Met deze club behaalde hij promotie naar de Primera División en in de jaren daarna bouwde Caparrós aan een team dat later, onder zijn opvolger Juande Ramos, diverse nationale en Europese prijzen zou winnen.
Van 2005 tot 2007 was Caparrós trainer van Deportivo de La Coruña, waar hij uiteindelijk vanwege slechte resultaten werd ontslagen en opgevolgd door Miguel Ángel Lotina. Een periode van vier jaar bij Athletic Bilbao (2007-2011) volgde en met de Baskische club was Caparrós in 2009 verliezend bekerfinalist, waarmee Athletic zich voor het eerst in jaren weer plaatste voor Europees voetbal.
In 2011 werd zijn aflopende contract niet verlengd en Caparrós vertrok naar het Zwitserse Neuchâtel Xamax. Hij was slechts vijf wedstrijden werkzaam bij de club en vertrok na een conflict met clubeigenaar Bulat Chagaev. In oktober 2011 werd Caparrós aangesteld als opvolger van Michael Laudrup als trainer van RCD Mallorca.Bij deze club bleef hij tot februari 2013 werkzaam. Tijdens het seizoen 2013/14 stond hij onder contract bij UD Levante. Tussen juli 2014 en januari 2015 was hij trainer van Granada CF.
Caparrós keerde op 29 april 2018 terug als trainer van Sevilla, waar hij een verbintenis aanging voor een maand. Dit om de club te helpen het seizoen af te maken na het ontslag van Vincenzo Montella. Hij kreeg als opdracht mee om zich in de resterende vier competitiewedstrijden te plaatsen voor Europees voetbal. Sevilla bezette bij zijn aantreden de achtste plaats, met één punt achterstand op Getafe CF. Caparrós kreeg de ploeg voor het einde van de competitie naar plek zeven, goed voor kwalificatie voor de Europa League. Daarna trad hij terug als trainer en werd hij technisch directeur van Sevilla. In 2019 was hij nogmaals kortstondig interim-coach van Sevilla.
In maart 2020 werd hij bondscoach van het Armeens voetbalelftal. Zijn eerste wedstrijd als coach werd een 2–1 verlies tegen Noord-Macedonië in de UEFA Nations League. Ondanks dit verlies wist Armenië onder leiding van Caparrós in een poule met verder Estland en Georgië wel te promoveren van divisie C naar divisie B. In de daaropvolgende kwalificatie voor het WK 2022 begon Armenië goed met drie overwinningen. In de resterende zeven wedstrijden werden echter nog maar drie punten gepakt en eindigde het land op de vierde plaats in de kwalificatiepoule. In de Nations League 2022/23 degradeerde Armenië weer terug van divisie B naar divisie C. Hierop besloten de Armeense bond en Caparrós in september 2022 de samenwerking te beëindigen.